# Тапальке (округ)
Округ Тапальке (ісп. Tapalqué) — адміністративно-територіальна одиниця 2-ого рівня у провінції Буенос-Айрес в центральній Аргентині. Адміністративний центр округу — Тапальке (ісп. Tapalqué).
Населення округу становить 9178 осіб (2010). Площа — 4172 кв. км.

## Історія
Округ заснований у 1839 році.

## Населення
У 2010 році населення становило 9178 осіб. З них чоловіків — 4536, жінок — 4642.

## Політика
Округ належить до 7-ого виборчого сектору провінції Буенос-Айрес.